# Hadena gasiva
Hadena gasiva är en fjärilsart som beskrevs av William Schaus 1898. Hadena gasiva ingår i släktet Hadena och familjen nattflyn. Inga underarter finns listade i Catalogue of Life.